# Majjhima Nikaya
Majjhima Nikāya , är en av de fem nikayor, eller samlingar, som ingår i Sutta-pitaka, vilken är en av ”de tre korgarna” i Tipitaka. Majjhima Nikāya, majjhimanikāya, är pali och betyder ungefär "Samlingen av medellånga samtal".
Denna nikaya är den andra delen i Suttapitaka och nedtecknades mellan 300 f. Kr. och 200 e. Kr. Nikayan består av 152 samtal som tillskrivs Buddha och hans främsta lärjungar.

## Struktur och innehåll i nikayan
Bhikkhu Bodhi  beskriver samlingen i introduktionen till sin översättning ungefär så här: 
| ” | Om Majjhima Nikāya skulle beskrivas med ett enda uttryck, för att särskilja den bland verken i Palikanonen skulle det vara att samlingen kombinerar den största variationen av sammanhang med de mest omfattande och djupa kunskaperna om läran. | „ |

Nikayans 152 samtal är uppdelade i tre delar med vardera fem kapitel. Alla kapitlen utom det sista innehåller tio samtal. Det sista innehåller följaktligen 12 samtal.
| Namn                | Engelskt namn                             | Nr på första samtalet |
| Mūlapaṇṇāsapāḷi     | The Root Fifty Discourses                 |                       |
| ------------------- | ----------------------------------------- | --------------------- |
| Mūlapariyāya Vagga  | The Division of the Discourse on the Root | 1                     |
| Sīhanāda Vagga      | The Division of the Lion's Roar           | 11                    |
| Opamma Vagga        | The Division of Similes                   | 21                    |
| Mahāyamaka Vagga    | The Great Division of Pairs               | 31                    |
| Cūḷayamaka Vagga    | The Shorter Division of Pairs             | 41                    |
| Majjhimapaṇṇāsapāḷi | The Middle Fifty Discourses               |                       |
| Gahapati Vagga      | The Division on Householders              | 51                    |
| Bhikkhu Vagga       | The Division on Bhikkhus                  | 61                    |
| Paribbājaka Vagga   | The Division on Wanderers                 | 71                    |
| Rāja Vagga          | The Division on Kings                     | 81                    |
| Brāhmaṇa Vagga      | The Division on Brahmins                  | 91                    |
| Uparipaṇṇāsapāḷi    | The Final Fifty Discourses                |                       |
| Devadaha Vagga      | The Division at Devadaha                  | 101                   |
| Anupada Vagga       | The Division of One by One                | 111                   |
| Suññata Vagga       | The Division of Voidness                  | 121                   |
| Vibhaṅga Vagga      | The Division of Expositions               | 131                   |
| Saḷāyatana Vagga    | The Division of the Sixfold Base          | 143                   |

## Valda sutror
I Uparipaṇṇāsapāḷi, de avslutande femtio samtalen, återfinns Ānāpānasati Sutta som är den 118:e sutran Den ligger i Anupada Vagga och behandlar som framgår av namnet ingående ānāpānasati, tekniken för andning med  medveten närvaro. Det är en meditationsteknik som Buddha lärde ut i ett flertal sutror och en vanlig meditationsteknik inom olika grenar av buddhismen – tibetansk buddhism, Zen, Tiantai och  Theravadabuddhism – men även inom västerländska program för mindfulness. 
Direkt påföljande sutra Kāyagatāsati Sutta behandlar också mindfulness, men genom kontemplation, och kan således ses som en kompletterande beskrivning till Ānāpānasati Sutta. Den avslutar med en beskrivning av de tio förmågor som mindfulness i förlängningen kan ge: Att övervinna missnöje och glädje, att övervinna fruktan, att stå emot smärta, temperatur och elementen, att nå de fyra meditationstillstånden i Dhyana (enligt palikanonen), att få "övernaturliga krafter" (t.ex. att gå på vatten och att gå genom väggar), övernaturlig hörsel, psykiska krafter, att minnas tidigare liv, att "se med det gudomliga ögat" och att bli fullt medveten.

### Fotnoter
1. ↑  På pali heter ett kapitel sutta, medan det på sanskrit heter sutra.

## Likheten med Madhyama Āgama
Majjhima Nikāya överensstämmer i innehåll med Madhyama Āgama ("Samling av medellånga samtal") som ingår i Sutra Pitikas. 
En fullständig översättning av Madhyama Āgama från Sarvāstivāda-inriktningens version finns i den Kinesiska buddhismens skriftkanon där den går under titeln Zhōng Ahánjīng (中阿含經). Denna version av Madhyama Āgama består av 222 sutror, att jämföra med de 152 sutror som ingår i Majjhima Nikāya.

## Valda översättningar
- Bhikkhu Nanamoli och Bhikkhu Bodhi, The Middle Length Discourses of the Buddha: A Translation of the Majjhima Nikaya (1995), Wisdom Publications, Somerville, ISBN 0-86171-072-X
- Mahapandit Rahul Sankrityayan från prakrit till hindi.[8]
- I.B. Horner, The Book of Middle Length Sayings (1954-1959), 3 volymer, Pali Text Society, Bristol
- David W. Evans, Discourses of Gotama Buddha: Middle Collection i förkortad version (1991), Janus Publications